# Лазо Колевски
Лазо Филипов Колевски с псевдоним Лавски е югославски партизанин и деец на комунистическата съпротива във Вардарска Македония.

## Биография
Роден е през 1918 година в тиквешкото село Мързен Ораовец. Става член на ЮКП и взема участие през 1940 година в Илинденските демонстрации. Вследствие на демонстрациите е арестуван. След операция Ауфмарш 25 влиза в Местния военен щаб на Местния комитет на ЮКП за Прилеп. През септември 1941 година при акция до село Богомила убива стражар. Става партизанин в Прилепски партизански отряд „Гоце Делчев“. Убит е на 2 март 1942 година заедно с Борка Талески. На 11 октомври 1953 година е обявен за народен герой на Югославия.